# Jocelyne LaGarde
Jocelyne LaGarde (ur. 1924, zm. 12 września 1979) – francuska aktorka filmowa.

## Filmografia
- 1966: Hawaje (film) jako Harris Malama

## Nagrody i nominacje
Za rolę Harris Malamy w filmie Hawaje została uhonorowana nagrodą Złotego Globu, oraz nominowana do Oscara.